# Attagenus assuanensis
Attagenus assuanensis es una especie de coleóptero de la familia Dermestidae.

## Distribución geográfica
Habita en Argelia y Egipto.